# Dobriša vas
Dobriša vas – wieś w Słowenii, w gminie Žalec. W 2018 roku liczyła 440 mieszkańców.